# Herbert Baker
Herbert Baker (Owletts, Cobham (Kent), 9 juni 1862 – aldaar, 4 februari 1946) was een Brits  architect.

## Biografie
Hij was de vierde zoon van negen kinderen van Thomas Henry Baker en Frances Georgina Davis. Van in zijn jeugd was Herbert Baker geboeid door de architectuur en de verschillende aspecten van het bouwen. Een van zijn favoriete bezigheden was het verkennen van historische ruïnes in de buurt van zijn huis. Van huis uit was hij opgevoed in de traditie van goed vakmanschap en volgde onderwijs in de Tonbridge School. Verdere opleiding volgde hij aan de Architectural Association School en de Royal Academy School. 
Hij werd sterk beïnvloed door de constructie van de Normandische kathedralen en Angelsaksische kerken, evenals de versiering en de symboliek van de Renaissance gebouwen in Kent. Deze vroege invloed is zichtbaar in de kerken, scholen en huizen die hij later in Zuid-Afrika ontwierp. Hij ondernam studiereizen naar Europa en werd in 1891 bekroond met de Ashpitel Prize van het Royal Institute of British Architects.
In 1890 opende hij een eigen kantoor in Gravesend maar van 1902 tot 1913 bouwde hij zijn carrière verder uit in Zuid-Afrika. De periode dat hij daar verbleef was veruit zijn productiefste. In 1893 werd hij door Cecil Rhodes gevraagd om zijn huis, Groote Schuur, op de Tafelberg te verbouwen alsook de residentie van de Zuid-Afrikaanse premiers. De volgende 20 jaar zou hij in Zuid-Afrika verblijven. Rhodes steunde Bakers verdere ontwikkeling in Griekenland, Italië en Egypte. In 1902 verliet Baker de Kaap waarbij hij zijn praktijk overliet aan zijn partner en ging in Johannesburg wonen. Tijdens een bezoek aan Groot-Brittannië in 1904 trouwde hij met zijn nicht, Florence Edmeades, en brengt haar mee naar Johannesburg, waar zijn eerste twee zonen werden geboren. Door zijn werk werd Baker snel opgemerkt en kreeg hierdoor opdrachten van een aantal Randlords (de rijke mijnbouw magnaten van Johannesburg) om huizen te ontwerpen in de betere buitenwijken Parktown en Westcliff. Hij ontwierp ook commerciële ruimten en openbare gebouwen. Op 31 mei 1910 werd de Unie van Zuid-Afrika gevormd en werd Pretoria het administratieve centrum van de nieuwe regering. Baker kreeg de opdracht om de regeringsgebouwen, de Union Buildings,  te ontwerpen. Deze  werden in 1913 afgewerkt, waarna hij naar New Delhi vertrok. Daar werkte hij samen met zijn vriend Edwin Lutyens aan een project in New Delhi voor het ontwerpen van de nieuwe regeringsgebouwen en huizen voor de parlementsleden. Na een onenigheid met hem scheidden hun wegen en keerde Baker naar Engeland terug waar hij in samenwerking met Alexander Scott een praktijk in Londen begon.
In 1926 werd Baker geridderd en werd hij verkozen als lid van de Royal Academy. In 1927 ontving hij de gouden medaille van de Royal Institute of British Architects en ontving hij eredoctoraten van de universiteiten van Witwatersrand en Oxford.
Na de Eerste Wereldoorlog, werd Baker gevraagd om te helpen bij het ontwerpen van geschikte monumenten en begraafplaatsen voor de gesneuvelde Commonwealth soldaten in België en Frankrijk. De bekendste hiervan is de begraafplaats Tyne Cot Cemetery in Zonnebeke,  de grootste Britse militaire begraafplaats in Europa.
Naast de vele ontwerpen in de voornoemde landen tekende hij ook nog plannen voor regeringsgebouwen, scholen, kerken en private gebouwen in Australië en Kenia.
Na zijn dood werd zijn lichaam gecremeerd en de as rust in de Westminster Abbey in Londen.

## Werken
Enkele belangrijke verwezenlijkingen in diverse landen.

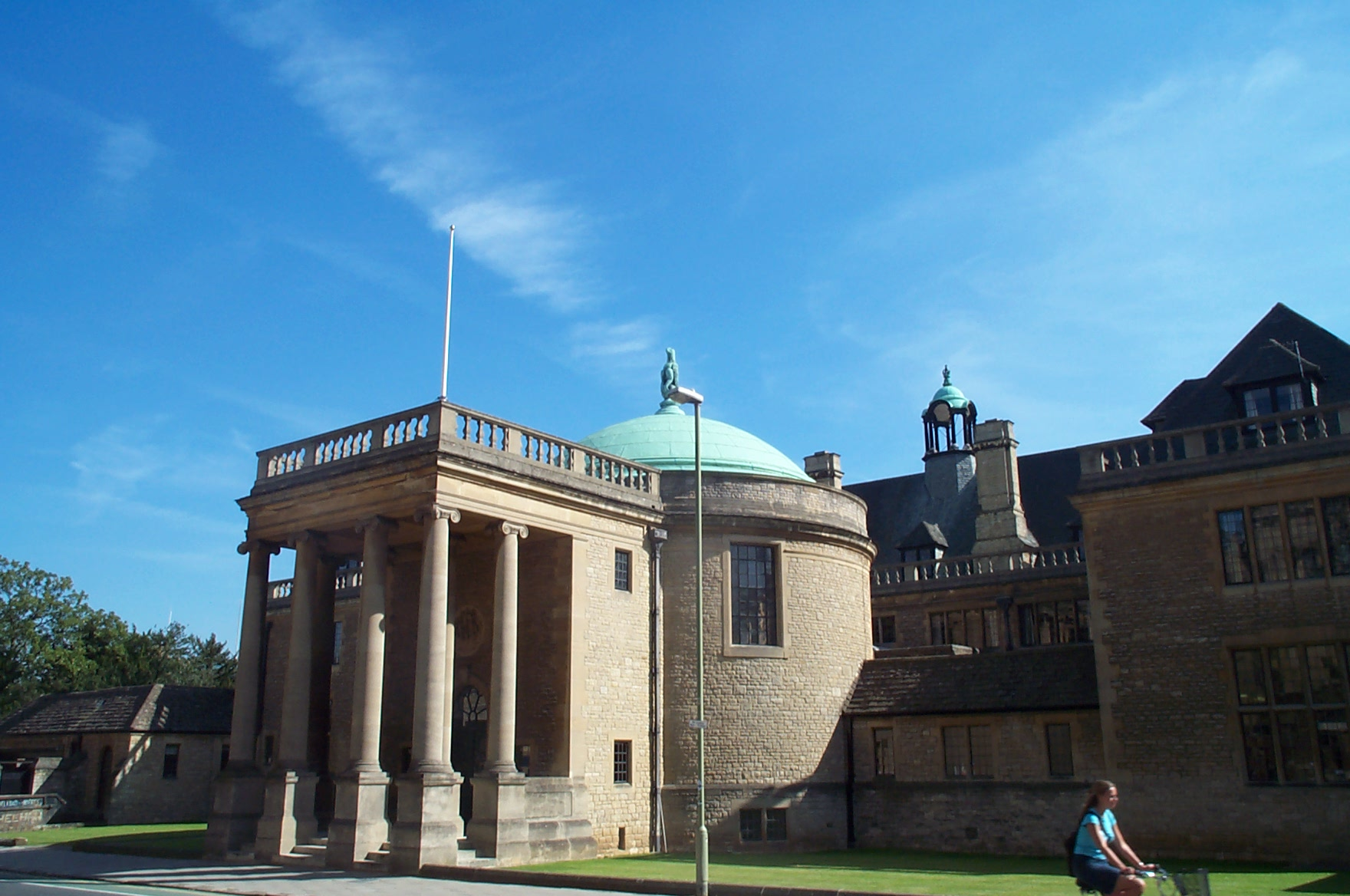
Rhodes House in Oxford.

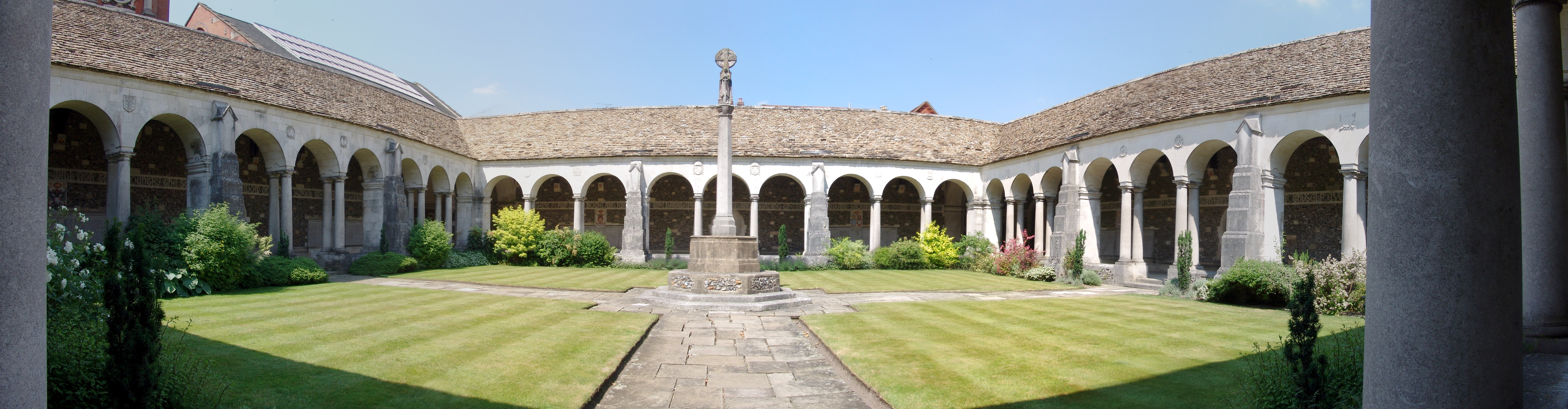
War Cloister, Winchester College

### Groot-Brittannië
- South Africa House, Londen
- Bank of England, Threadneedle Street, Londen
- India House, Aldwych
- Port Lympne Mansion, Kent
- War Cloister in Winchester College
- Rhodes House in Oxford
- Goodenough College, Londen
- Busby's House, Westminster School, Londen

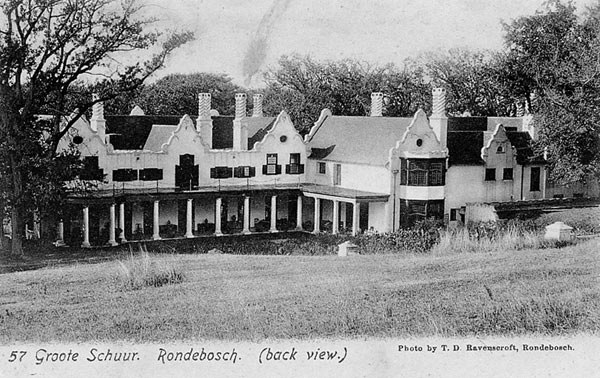
Zicht op de achterkant van Groote Schuur, ca. 1905

### Zuid-Afrika
- Cecil John Rhodes Cottage, Boschendal
- Dale College Boys' High School, King William's Town
- Grey College, Bloemfontein
- Michaelhouse, Balgowan, KwaZulu-Natal
- Station Pretoria
- Rhodes Memorial, Kaapstad
- Rhodes University, Grahamstown
- South African Institute for Medical Research, Johannesburg
- St. George's Cathedral, Kaapstad
- St. John's College, Johannesburg
- St. Mary's Cathedral, Johannesburg
- Stone House,  Parktown, Johannesburg. Het huis van Herbert Baker.
- Uniegebouw, Pretoria
- Wynberg Boys' High School, Kaapstad

### India

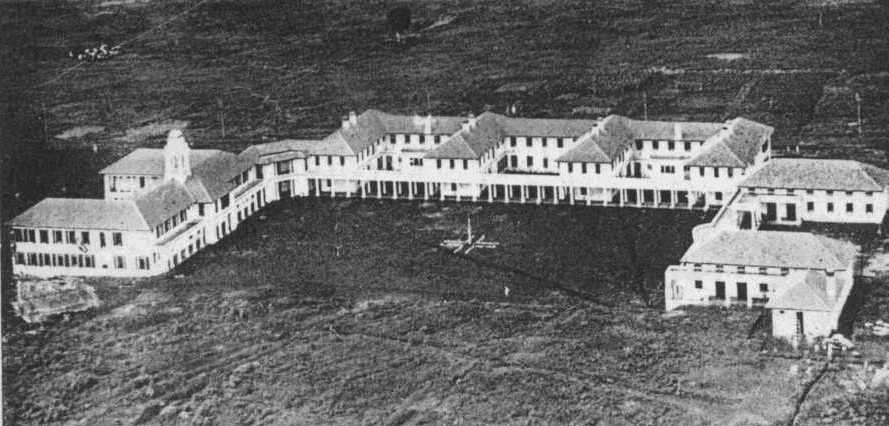
Prince of Wales School bij Nairobi, circa 1932

- Secretariat Building, Parlement en bungalow’s voor de parlementsleden in New Delhi

### Kenia
- Gerechtsgebouw en regeringsgebouw (State House) in Mombassa
- Prince of Wales School, Nairobi

### Frankrijk
- Adanac Military Cemetery

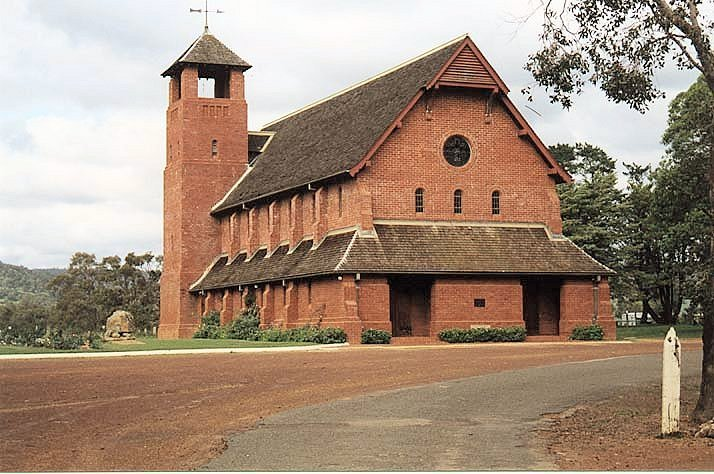
Fairbridge church, West-Australië

- Delville Wood Cemetery en The South Africa (Delville Wood) National Memorial
- Courcelette Memorial, Canadian war memorial
- Dantzig Alley British Cemetery
- Flatiron Copse Cemetery
- Le Trou Aid Post Cemetery
- London Cemetery and Extension
- Loos Memorial, Loos-en-Gohelle

### Australië
- Fairbridge Church, Pinjarra, West-Australië.

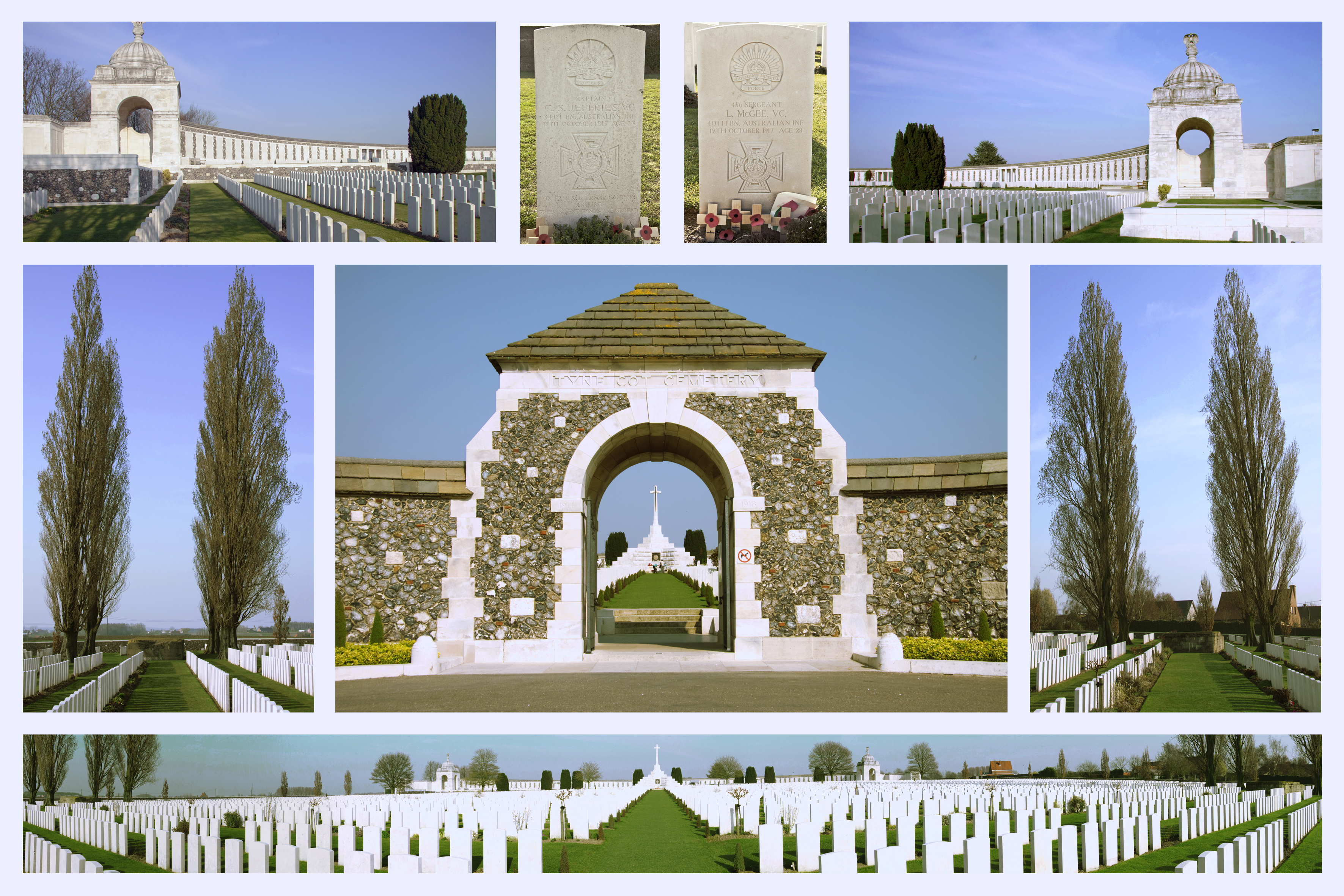
Tyne Cot Cemetery (collage)

### België
- Tyne Cot Cemetery in Passendale.

- Gemeinsame Normdatei: 123225450
- International Standard Name Identifier: 0000 0000 6681 6636
- Library of Congress Control Number: n50053693
- Nationale Bibliotheek van Israël: 987007277670205171
- Nederlandse Thesaurus van Auteursnamen: 069828024
- Istituto Centrale per il Catalogo Unico: PBEV009197
- SNAC: w67x0gp2
- Système universitaire de documentation: 162043066
- Trove: 789441
- Union List of Artist Names: 500012256
- Virtual International Authority File: 195963266
- WorldCat: E39PBJdmggmDM7x4hVGrphhPwC